# Sergio Rossi (azienda)
Sergio Rossi è un'azienda italiana che produce calzature di lusso per donna e uomo e che si occupa anche di borse e accessori. Fondata dall'omonimo designer nel 1951, la società è stata acquistata nel 1999 dal Gruppo Gucci, in seguito passate ambedue al gruppo francese Kering di François Pinault. Nel dicembre 2015 il marchio Sergio Rossi è stato acquistato dal fondo Investindustrial di Andrea Bonomi per poi confluire nel gruppo Fosun International nel giugno 2021 (poi Lanvin Group a partire dall'ottobre di quell'anno).

## Storia

### Fondazione
Il designer Sergio Rossi, che aveva appreso il mestiere calzaturiero dal padre, aprì il primo stabilimento a San Mauro Pascoli nel 1951. Nei primi anni di attività durante l’inverno si dedicava a realizzare sandali che avrebbe poi venduto sulle spiagge di Rimini o ai commercianti di Bologna. L'attività iniziò con produzione su scala ridotta, ma già negli anni 60, secondo Vogue, il marchio iniziò il suo processo di espansione: nel 1968 venne prodotta la prima scarpa a marchio Sergio Rossi, che ne inaugurò la prima collezione ufficiale.

### Sviluppo aziendale

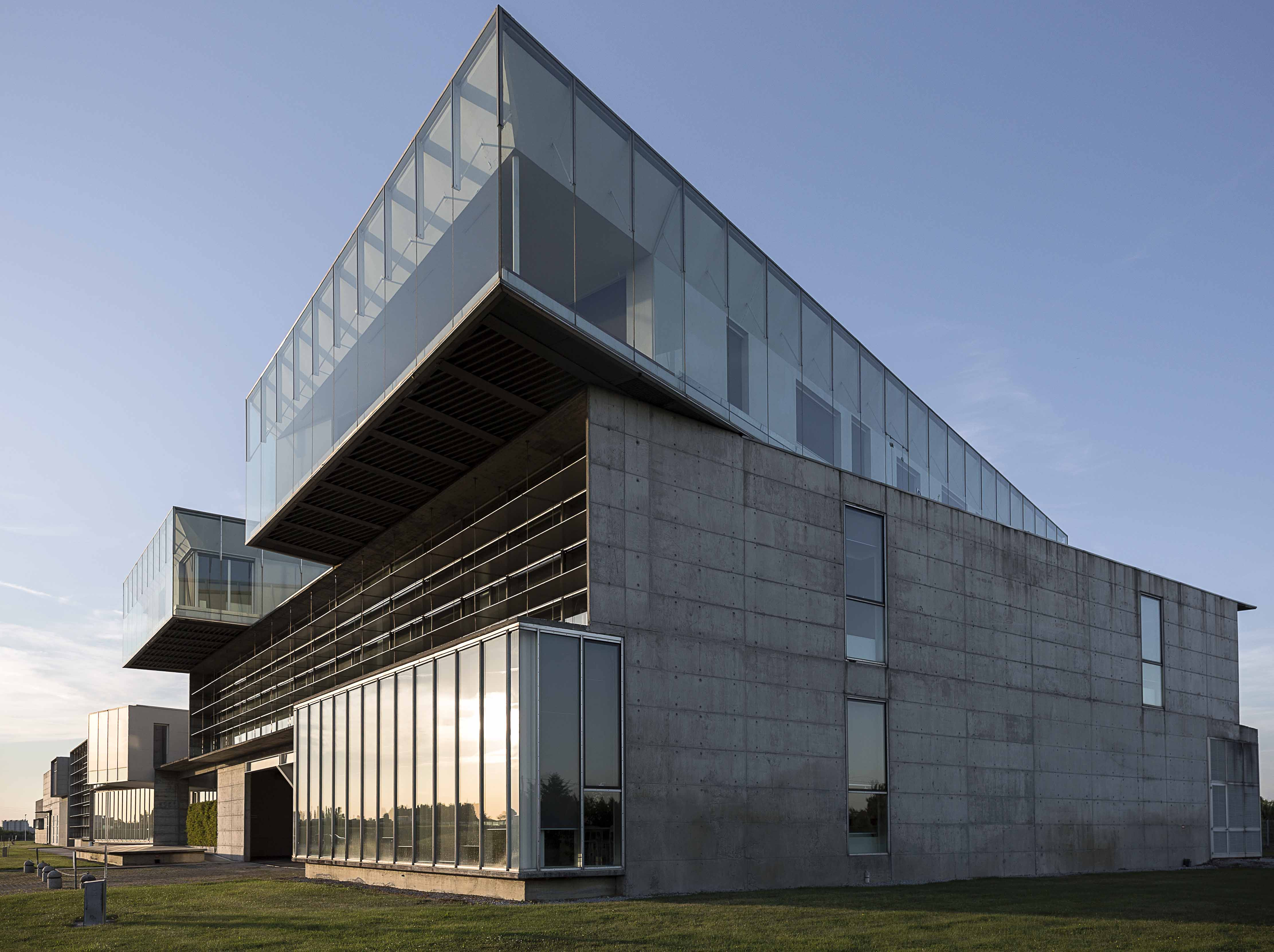
La fabbrica Sergio Rossi a San Mauro Pascoli

Le scarpe prodotte dall'azienda divennero note per l’uso di motivi geometrici e dei caratteristici colori contrapposti. Il marchio crebbe in popolarità a partire dagli anni 70 grazie a collaborazioni con stilisti rappresentanti la moda italiana, Versace e Dolce & Gabbana, e, per quella internazionale, Azzedine Alaïa; divenne inoltre ospite fisso alla settimana della moda di Milano. Nel 1980 iniziò il processo di espansione in Italia e all’estero, con l’apertura della prima boutique monomarca ad Ancona per poi espandersi a Torino, Firenze, Roma, Bruxelles, New York, Los Angeles, e Londra. Nel 1995 fu aperto uno showroom a Milano.

### Le acquisizioni
Nel 1999, la PPR Luxury Division, precedentemente conosciuta come Gucci Group, ne acquistò il 70% di quote per un valore di circa 96 milioni di dollari. Sei anni più tardi, nel 2005, la PPR comprò il restante 30%, ottenendo il pieno controllo del marchio.
Nel 2015 l’azienda è stata venduta alla holding InvestIndustrial, che detiene anche il marchio Aston Martin. Francesco Russo ne è stato direttore creativo tra il 2008 e il 2013, anno in cui Angelo Ruggeri è entrato in azienda come direttore del design, ruolo che ha ricoperto fino alla prima metà del 2016. Nel 2016 Andrea Morante è diventato presidente e Riccardo Sciutto amministratore delegato, decidendo di impiegare una strategia commerciale che è stata riassunta nell'espressione "tornare alle origini per crescere".
Alla data del 2016 il marchio gestiva una rete di 83 punti vendita nel mondo, oltre a un sito dedicato al commercio elettronico. Nell’aprile 2011 ha aperto a Milano un negozio dedicato alle calzature maschili in collaborazione con Wallpaper, progettato dall’architetto Antonino Cardillo. Nel 2011 la designer Ilse Crawford ha eseguito i lavori del nuovo punto vendita di Londra.

### Il passaggio a Lanvin Group
Nel giugno 2021 la società romagnola è stata ceduta, nel corso di un'asta competitiva organizzata da Rothschild, al gruppo cinese Fosun International attraverso il suo braccio operativo nel lusso, Fosun fashion group (FFG) che già possedeva l'italiana Caruso, la francese Lanvin, l'austriaca Wolford, l'americana St.John e il tedesco Tom Tailor. La presidenza passa a Joann Cheng e l'Amministratore delegato attuale è Paul Kotrba. A ottobre 2021 il gruppo cambia nome diventando Lanvin Group.
Al 2022 i mercati di riferimento aziendali sono Giappone, Cina e Italia.

## Produzione

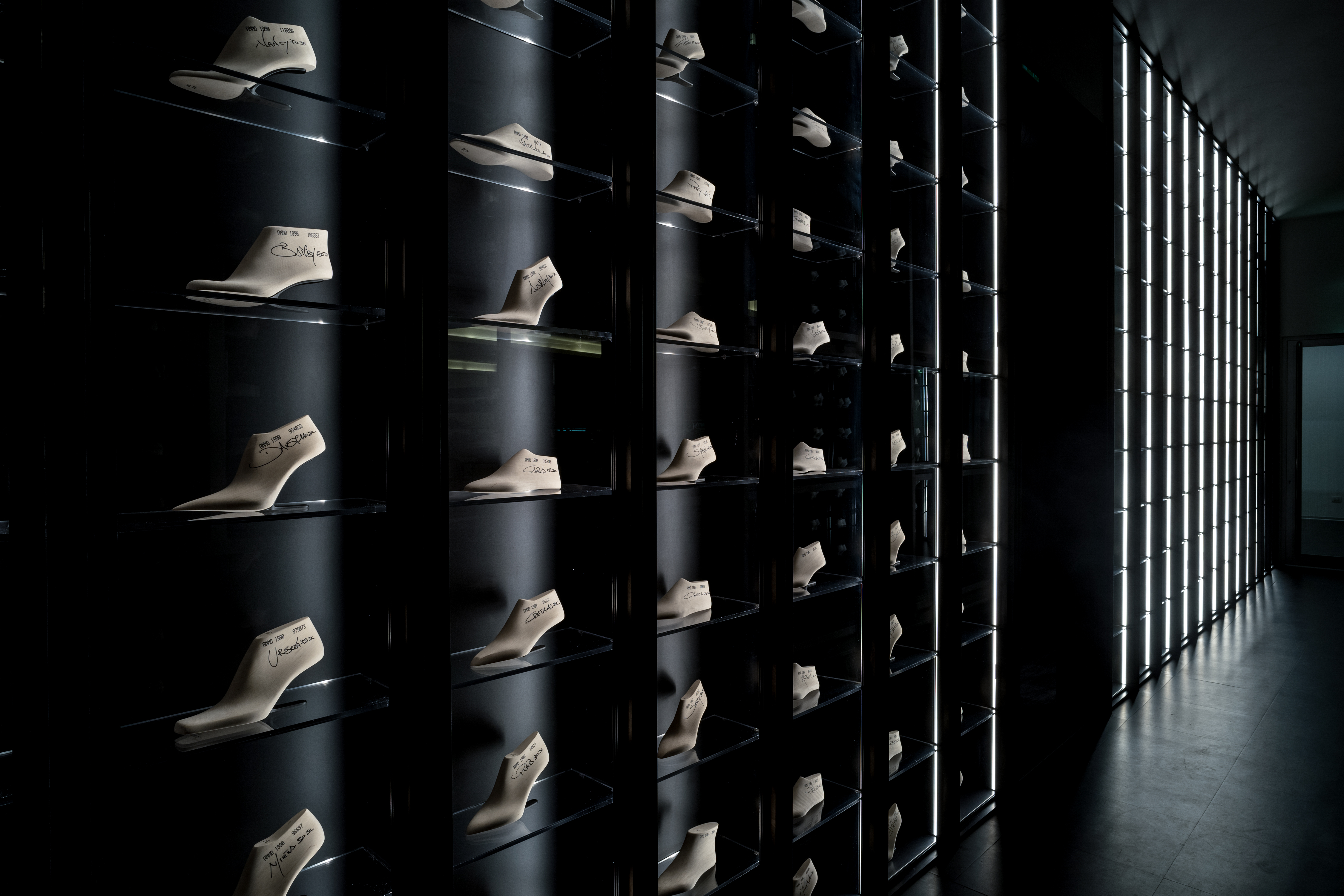
Particolare dell'archivio presente nello stabilimento di San Mauro Pascoli

Le calzature Sergio Rossi sono realizzate artigianalmente presso lo stabilimento di San Mauro Pascoli. L'impianto è stato inaugurato nel 2003 ed è costituito da un’area di 12 000 metri quadrati dedicata alla produzione e al magazzino centrale, e da un edificio ad uso uffici di 4 000 m², raggiungendo un’area complessiva di circa 55 600 m² dotata di 3 500 m² di pannelli fotovoltaici che fanno sì che la totalità dell'energia impiegata venga da fonti rinnovabili. Vi vengono prodotte circa 200 000 calzature, realizzate attraverso 110 diversi passaggi che richiedono 14 ore di lavoro per paio.

## Campagne
Le sue prime campagne pubblicitarie sono state in larga parte ispirate al lavoro di Helmut Newton e si caratterizzano per l’uso di inquadrature da angolazioni basse che evidenziano le gambe e il corpo, mettendo in risalto l’altezza e la forma del tacco.
Nel 2009, in occasione dell'uscita del documentario Home che rifletteva su come beni di lusso e moda potessero abbracciare principi come la sostenibilità, ha lanciato Eco Pump, un décolleté biodegradabile realizzato con legno liquido (derivato dalla lignina) nel tacco e nella suola e con pelli conciate senza l’uso di elementi nocivi. Nel 2015 l'azienda ha stretto una partnership con Eco-Age per sviluppare la collezione Green Carpet, composta da modelli eco-sostenibili.
La collezione autunno 2012 è stata presentata attraverso il cortometraggio “Skin to Skin”, realizzato in collaborazione con il regista Luca Guadagnino e interpretato dalla modella rumena Diana Dondoe.

## Nei media

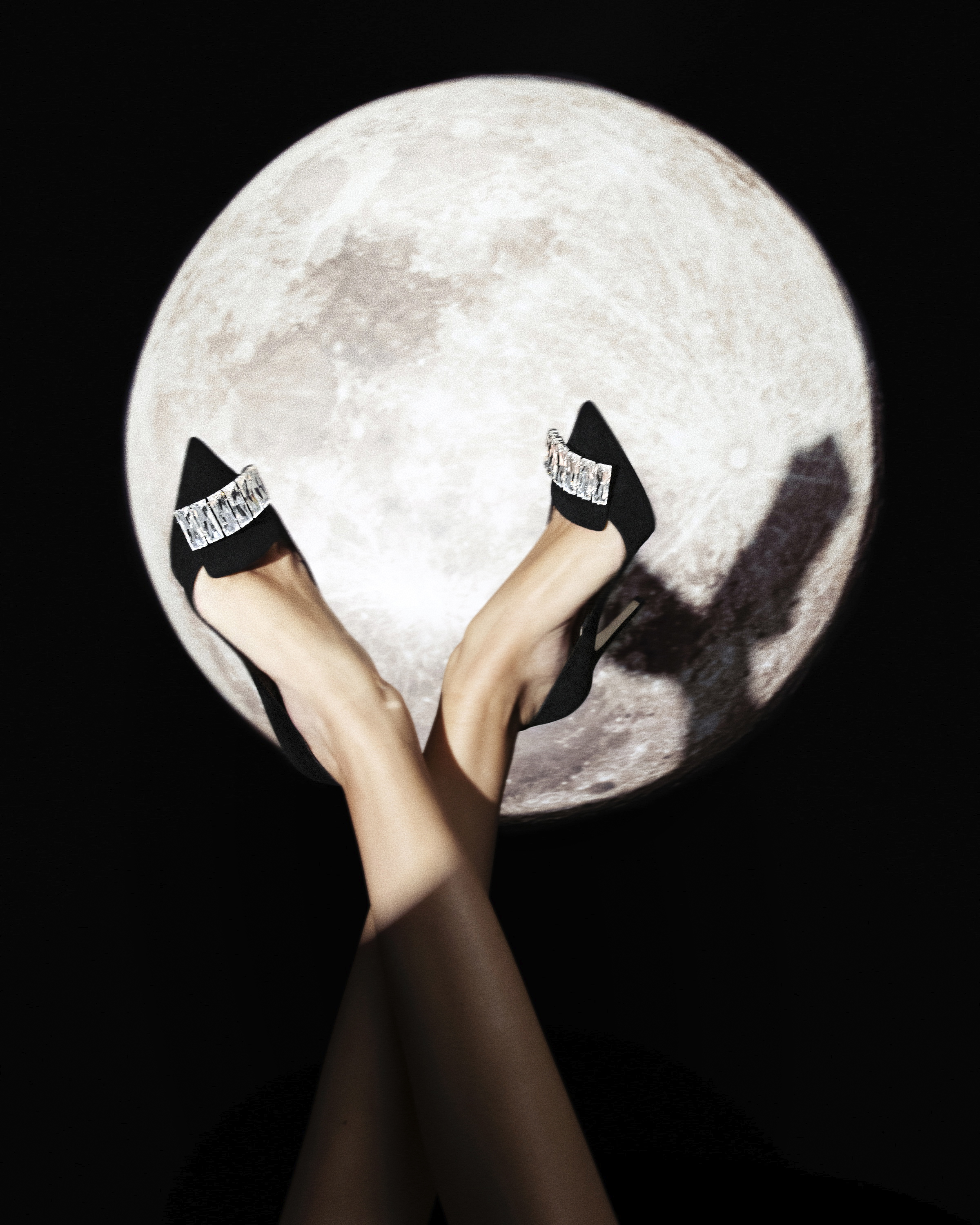
Un'immagine glamour di un paio di calzature dell'azienda

### Cinema e Tv
- Anita Ekberg ne indossa un paio in La dolce vita di Federico Fellini, 1959.[35]
- Silvana Mangano ne indossa un paio nel film Gruppo di famiglia in un interno di Luchino Visconti, 1974.[36]
- Il poster del film del 1991 Tacchi a spillo di Pedro Almodóvar ritrae un paio di scarpe dell'azienda.[36]
- Leighton Meester ne indossa un paio nella serie televisiva Gossip Girl.[37]

### Musica
- Beyoncé indossa un paio di stivali alla gladiatore nel video musicale Run the World (Girls), 2011.[38]
- Madonna ne calza un paio nel video musicale Give Me All Your Luvin', 2012.[39]
- Mary J. Blige ha indossato un paio di stivali Dundas per lo spettacolo durante l’intervallo del Super Bowl LVI, 2022.[40]

I suoi modelli sono in generale molto popolari tra chi frequenta il red carpet: vengono indossati da diverse celebrità in occasioni formali, si possono citare a titolo di esempio Naomi Campbell e Nicole Kidman, o quotidiane, quali Lady Gaga.